# كورتلاندفيل (نيويورك)
كورتلاندفيل (بالإنجليزية: Cortlandville, New York)‏ هي civil township of the United States تقع في الولايات المتحدة في مقاطعة كورتلاند، نيويورك. يقدر عدد سكانها بـ 8,509 نسمة ومساحتها 129.2 كم2 ووترتفع عن سطح البحر 335 متر.